# Abdessamad Ouarad
Abdessamad Ouarad est un footballeur marocain reconverti  entraîneur né le 21 janvier 1979 à Khouribga au Maroc. Il évoluait au club des FAR de Rabat au poste de milieu de terrain.

## Biographie
Natif du 21 janvier 1979, Ouarad évolue à l'Olympique de Khouribga qui est son club formateur avant d'aller poursuivre sa carrière en Arabie Saoudite dans le club de Najran. 
De retour au Maroc durant l'été 2010, il s'engage avec le Raja de Casablanca qui résilie son contrat le 8 janvier 2011. Libre de tout contrat, il s'engage en faveur des FAR de Rabat jusqu'en 2012.
Il est sacré champion du Maroc en 2011 avec les FAR de Rabat.

## Palmarès
- Champion du Maroc en 2011 avec le Raja Club Athletic.